# 포천계곡
포천계곡은 대한민국 성주군 가천면 법전리와 용사리에 약 7 km에 걸쳐 발달하는 계곡이다. 웅장한 가야산의 전경과 절경이 감상 가능하다. 또한 물놀이와 삼림욕이 동시에 가능한 피서지로도 유명하다.

## 개요
포천계곡은 가야산 북쪽 기슭에 위치한 계곡으로, 성주 10경 중 4경이다. 포천은 계곡물이 마치 광목천과 같다고 해서 붙여진 이름이다. 계곡의 반석에 심청색 무늬가 많아 마치 베를 널어놓은 모습 같다고 해 포천이라 불렀다는 이야기도 전해온다. 포천계곡 상류의 만귀정(晩歸亭)은 조선 후기의 문신 응와(凝窩) 이원조가 만년을 보냈다고 전해진다. 포천계곡 상류에는 2022년 7월 개장한 가야산오토캠핑장이 위치해 여름이면 많은 피서객들이 찾는다. 많은 펜션과 야영장이 들어서 있으며 한때 불법 공사가 진행되고 자연석을 무단 채취하여 인근 지역의 성토 작업과 조경석 등으로 불법 사용되는 일도 있었다.

## 교통
포천계곡은 대구광역시, 구미시 등 도시에 인접해 있어 여름철에 이들 도시에서 많은 관광객이 찾아온다. 중부내륙고속도로 성주 나들목, 국도 제33호선과 국도 제59호선을 통해 가천면으로 접근하며 가천면에서 지방도 제903호선 또는 포천계곡로를 통해 포천계곡으로 진입할 수 있다. 

## 지질
포천계곡에는 선캄브리아기 영남 지괴에 속하는 메타텍틱편마암이 분포한다. 이 편마암은 주로 엽리가 발달하는 흑운모 편마암으로 구성되며 렌즈상 석회암, 석회규산염암류, 흑운모 편암, 각섬암 및 규암이 협재된다. 흑운모 편마암은 우흑대와 우백대가 교호하는 호상 및 안구상 구조가 뚜렷하며 반상변정 편마암과의 경계부로 갈수록 점차 희미해진다. 엽리는 대체로 북동 20~60° 주향에 수직 내지 서쪽/동쪽으로 50° 경사한다. 포천계곡에는 하천을 따라 편마암이 나타난다. 특히 캠퍼밸리펜션(도로명주소: 성주군 가천면 포천계곡로 472) 포천관광농원(도로명주소: 성주군 가천면 포천계곡로 517-64), 돌담집(도로명주소: 성주군 가천면 포천계곡로 697) 전면 계곡 하상에는 아래 사진과 같이 엽리가 잘 발달한 노두가 드러나 있다. 
포천계곡의 메타텍틱편마암
- 캠퍼벨리펜션 전면 하상 북위 35° 52′ 19.0″ 동경 128° 07′ 59.0″ / 북위 35.871944°  동경 128.133056°
- 북위 35° 52′ 16.0″ 동경 128° 06′ 57.0″ / 북위 35.871111°  동경 128.115833°
- 북위 35° 52′ 08.5″ 동경 128° 06′ 56.5″ / 북위 35.869028°  동경 128.115694°
- 포천관광농원 북위 35° 52′ 22.0″ 동경 128° 07′ 13.0″ / 북위 35.872778°  동경 128.120278°

## 같이 보기
- 성주군의 지질
- 가야산
- 무흘구곡
- 이원조 (1792년)